# Pfaffia
Pfaffia é um género botânico pertencente à família Amaranthaceae.

## Espécies
- Pfaffia acutifolia
- Pfaffia aurata
- Pfaffia bangii
- Pfaffia bangii
- Pfaffia brachiata
- Pfaffia brachiata var. grandiflora
- Pfaffia brachiata var. typica
- Pfaffia completa
- Pfaffia costaricensis
- Pfaffia densipellita
- Pfaffia denudata
- Pfaffia divergens
- Pfaffia dunaliana
- Pfaffia elata
- Pfaffia erianthos
- Pfaffia eriocephala
- Pfaffia fiebrigii
- Pfaffia fruticulosa
- Pfaffia fruticulosa var. diffusa
- Pfaffia glabrata
- Pfaffia glabrata var. rostrata
- Pfaffia glabratoides
- Pfaffia glabrescens
- Pfaffia glauca
- Pfaffia gleasonii
- Pfaffia glomerata
- Pfaffia glomerata var. glomerata
- Pfaffia glomerata var. squarrosa
- Pfaffia gnaphaloides
  - Pfaffia gnaphaloides var. floccosa
  - Pfaffia gnaphaloides var. planifolia
  - Pfaffia gnaphaloides fo. subferruginea
- Pfaffia grandiflora
  - Pfaffia grandiflora var. hookeriana
  - Pfaffia grandiflora var. prominulifera
- Pfaffia helichrysoides
- Pfaffia helichrysoides
- Pfaffia holosericea
- Pfaffia hookeriana
  - Pfaffia hookeriana fo. glabriuscula
  - Pfaffia hookeriana fo. hookeriana
- Pfaffia iresinoides
- Pfaffia iresinoides var. angustifolia
- Pfaffia jubata
- Pfaffia lanata
  - Pfaffia lanata var. discolor
  - Pfaffia lanata var. latifolia
  - Pfaffia lanata var. oblongifolia
  - Pfaffia lanata fo. parvifolia
  - Pfaffia lanata var. peteriana
- Pfaffia laurifolia
  - Pfaffia laurifolia fo. denticulata
- Pfaffia luzuliflora
  - Pfaffia luzuliflora fo. gracilis
  - Pfaffia luzuliflora var. microcephala
  - Pfaffia luzuliflora var. paniculata
  - Pfaffia luzuliflora subsp. squarrosa
  - Pfaffia luzuliflora fo. virgata
- Pfaffia meridensis
- Pfaffia miraflorensis
- Pfaffia occidentalis
- Pfaffia occidentalis var. densiflora
- Pfaffia paniculata
  - Pfaffia paniculata fo. bidentata
  - Pfaffia paniculata fo. coronata
  - Pfaffia paniculata var. glabrata
  - Pfaffia paniculata fo. lanceolata
  - Pfaffia paniculata fo. ovatifolia
- Pfaffia paraguayensis
- Pfaffia patiensis
- Pfaffia poiretiana
- Pfaffia pulverulenta
  - Pfaffia pulverulenta fo. eriantha
  - Pfaffia pulverulenta var. rufescens
- Pfaffia reticulata
- Pfaffia reticulata var. strigulosa
- Pfaffia rotundifolia
- Pfaffia rufa
- Pfaffia sericea
- Pfaffia sericea fo. eusericea
- Pfaffia sericea var. foliosa
- Pfaffia sericea fo. glabrescens
- Pfaffia sericea var. glabrescens
- Pfaffia sericea fo. sericea
- Pfaffia sericea var. sericea
- Pfaffia sericea fo. vestita
- Pfaffia sericea var. vestita
- Pfaffia sericea fo. villosissima
- Pfaffia soratensis
- Pfaffia spicata
- Pfaffia spicata var. pretensis
- Pfaffia stenophylla
- Pfaffia tenuis
- Pfaffia tomentosa
- Pfaffia townsendii
- Pfaffia tuberosa
- Pfaffia vana
- Pfaffia velutina